# Chthonius pusillus
Chthonius pusillus es una especie de arácnido  del orden Pseudoscorpionida de la familia Chthoniidae.

## Distribución geográfica
Se encuentra en Austria. Fue descubierta en Bad Mitterndorf en Estiria.